# 洛咸頓醫院
洛咸頓醫院（英語：Rockhampton Hospital）是澳洲昆士蘭州中部最大的公立醫院，由昆士蘭州衛生署運營，為洛咸頓、格列士敦、摩羯海岸及翡翠鎮等地區約23萬居民提供全科醫療服務。

## 外部連結
- 维基共享资源上的相關多媒體資源：洛咸頓醫院
- Annual report / Rockhampton Hospitals Board 1960 to 1991, State Library of Queensland